# إتش لين ووماك
إتش لين ووماك (بالإنجليزية: H. Lynn Womack)‏ هو ناشر أمريكي، ولد في 1923، وتوفي في 1985.